# 양덕로 (창원시)
양덕로(Yangdeok-ro)는 경상남도 창원시 마산회원구 양덕동 봉덕삼거리에서 석전동 마산역삼거리 를 잇는 도로다.

## 주요 경유지
경상남도
- 창원시 마산회원구 (양덕동 . 석전동)

## 노선
| 이름           | 접속 노선                | 소재지 | 소재지     | 비고 |
| -------------- | ------------------------ | ------ | ---------- | ---- |
| 봉덕삼거리     | 봉양로                   | 창원시 | 마산회원구 |      |
| 양덕광쟁교차로 | 합포로                   | 창원시 | 마산회원구 |      |
| 양덕사거리     | 율림교로                 | 창원시 | 마산회원구 |      |
| 통합교         |                          | 창원시 | 마산회원구 |      |
| 마산역삼거리   | 국도 제14호선 (의창대로) | 창원시 | 마산회원구 |      |

## 주요 건물및 시설
- CU 마산양덕롯데점 (양덕로 8/봉암동 436-1)
- SK에너지 도일충전소 (양덕로 58/양덕동 160-3)
- 경남은행 양덕동금융센터 (양덕로 135/양덕동 61-18)
- 수협 마산수협 동마산지점 (양덕로 141/양덕동 61-15)
- CU 마산양덕대로점 (양덕로 149/양덕동 61-2)
- 농협 창원시축협 마산역지점 (양덕로 193/석전동 232-3)